# Lijst van voetbalinterlands Argentinië - Verenigde Staten (vrouwen)
Deze lijst van voetbalinterlands is een overzicht van alle officiële voetbalinterlands tussen de nationale vrouwenteams van Argentinië en de Verenigde Staten. De landen hebben tot nu toe zes keer tegen elkaar gespeeld. 

## Wedstrijden
| № | Plaats     | Datum            | Competitie               | Wedstrijd                     | Uitslag |
| - | ---------- | ---------------- | ------------------------ | ----------------------------- | ------- |
| 1 | Fullerton  | 24 april 1998    | Vriendschappelijk        | Verenigde Staten − Argentinië | 8 − 1   |
| 2 | San Jose   | 26 april 1998    | Vriendschappelijk        | Verenigde Staten − Argentinië | 7 − 0   |
| 3 | Brasilia   | 18 december 2014 | Vriendschappelijk        | Verenigde Staten − Argentinië | 7 − 0   |
| 4 | Orlando    | 24 februari 2021 | SheBelieves Cup 2021     | Verenigde Staten − Argentinië | 6 − 0   |
| 5 | Carson     | 23 februari 2024 | CONCACAF W Gold Cup 2024 | Argentinië − Verenigde Staten | 0 − 4   |
| 6 | Louisville | 30 oktober 2024  | Vriendschappelijk        | Verenigde Staten − Argentinië | 3 − 0   |

## Samenvatting
| Competitie          | Totaal gespeeld | Winst Argentinië | Gelijk | Winst Verenigde Staten | Doelsaldo Argentinië – Verenigde Staten |
| ------------------- | --------------- | ---------------- | ------ | ---------------------- | --------------------------------------- |
| CONCACAF W Gold Cup | 1               | 0                | 0      | 1                      | 0 − 4                                   |
| SheBelieves Cup     | 1               | 0                | 0      | 1                      | 0 − 6                                   |
| Vriendschappelijk   | 4               | 0                | 0      | 4                      | 1 − 25                                  |
| Totaal              | 6               | 0                | 0      | 6                      | 1 − 35                                  |